# جولیان شرل
جولیان شرل (انگلیسی: Julian Cherel؛ زادهٔ ۸ مارس ۱۹۸۳) بازیکن فوتبال اهل فرانسه است.
از باشگاه‌هایی که در آن بازی کرده‌است می‌توان به باشگاه فوتبال نورتویچ ویکتوریا، باشگاه فوتبال هارتل پول یونایتد، و باشگاه فوتبال منزفیلد تاون اشاره کرد.